# Kostel svatého Prokopa (Křtěnov)
Kostel svatého Prokopa ve Křtěnově u Temelína je bývalý farní kostel pro římskokatolickou farnost Křtěnov. Byl zapsán do Ústředního seznamu kulturních památek České republiky.

## Historie kostela
Kostel pochází ze 14. století. V roce 1261 je zde dokladován plebán Mathias. Jako farář je zde dokladován mj. pozdější biskup litomyšlský Aleš z Březí, který pocházel z nedalekého Březí. Kostel je spolu s přilehlou zvonicí, hřbitovem, farou a školou pozůstatkem zaniklé obce Křtěnov, která byla stejně jako sousední Březí a další obce zlikvidována v souvislosti s výstavbou Jaderné elektrárny Temelín. Kostel měl být původně také zdemolován, ale podařilo se jej zachránit. Základy stavby byly koncem 80. let 20. století ztuženy železobetonovým věncem. Při rekonstrukci kostela, provedené v letech 1994–1995, byly v presbytáři nalezeny gotické nástěnné malby z poloviny 14. století. V kostele není původní mobiliář. Původní oltářní obraz je dnes umístěn v kostele sv. Jiří v Purkarci.

## Architektura

### Exteriér
Kostel je v blízkém sousedství Jaderné elektrárny Temelín a zámku Vysoký hrádek. Jedná se o jednolodní zděnou orientovanou stavbu s trojboce zakončeným kněžištěm, ve kterém jsou cenné gotické fresky ze 14. století a zdobený kamenný gotický sanktuář. Na jižní straně kněžiště je přistavěna sakristie. K západnímu průčelí je přistavěna předsíň. Kostel má sedlovou střechu s kovovým sanktusníkem na východní straně hřebene nad lodí.
Kolem kostela je hřbitov s ohradní zdí a samostatně stojící zvonice.

### Interiér
Loď má plochý strop na fabionové římse, sakristie a vstupní předsíň mají segmentovou klenbu, kněžiště má valenou klenbu s lunetami po stranách a v závěru. Mezi lodí a kněžištěm je lomený vítězný oblouk s ornamentem ve vrcholu. Pod kruchtou je náhrobní kámen s erbem z roku 1700. V kostele jsou varhany z roku 1852, jejichž zhotovitelem je Franz Jüstl.

## Zvonice
Zvonice z 16. století je vestavěna do ohradní zdi. Byla barokně přestavěna v 18. století. Zvonice je samostatně stojící hranolová zděná třípatrová stavba ukončená mansardovou prejzovou střechou. Ve zvonovém patře jsou okna s půlkruhovým záklenkem a zavěšené dva zvony z roku 1502 a 1521.